# Gondrecourt-Aix
Gondrecourt-Aix ist eine französische Gemeinde mit 180 Einwohnern (Stand: 1. Januar 2022) im Département Meurthe-et-Moselle in der Region Grand Est (bis 2015 Lothringen). Sie gehört zum Arrondissement Val-de-Briey und ist Mitglied im Gemeindeverband Communauté de communes Orne Lorraine Confluences.

## Geografie
Gondrecourt-Aix liegt im nördlichen Teil des Départements an der Grenze zum benachbarten Département Meuse, etwa 32 Kilometer westnordwestlich von Metz. Hier entspringt der Othain. Umgeben wird Gondrecourt-Aix von den Nachbargemeinden Affléville im Nordwesten und Norden, Norroy-le-Sec im Nordosten, Fléville-Lixières im Osten und Südosten, Béchamps im Süden und Südwesten sowie Rouvres-en-Woëvre (Département Meuse) im Südwesten und Westen.

## Bevölkerungsentwicklung
| Jahr                       | 1962 | 1968 | 1975 | 1982 | 1990 | 1999 | 2006 | 2019 |
| Einwohner                  | 235  | 169  | 141  | 137  | 143  | 146  | 178  | 175  |
| Quellen: Cassini und INSEE |      |      |      |      |      |      |      |      |

## Sehenswürdigkeiten
- Pfarrkirche Saint-Sébastien in Gondrecourt aus dem Jahre 1839, Glockenturm um 1920 neu errichtet
- Pfarrkirche Sainte-Trinité in Aix, um 1920 an der Stelle der Kirche von 1784 wieder errichtet
- Kapelle Notre-Dame-de-l’Othain

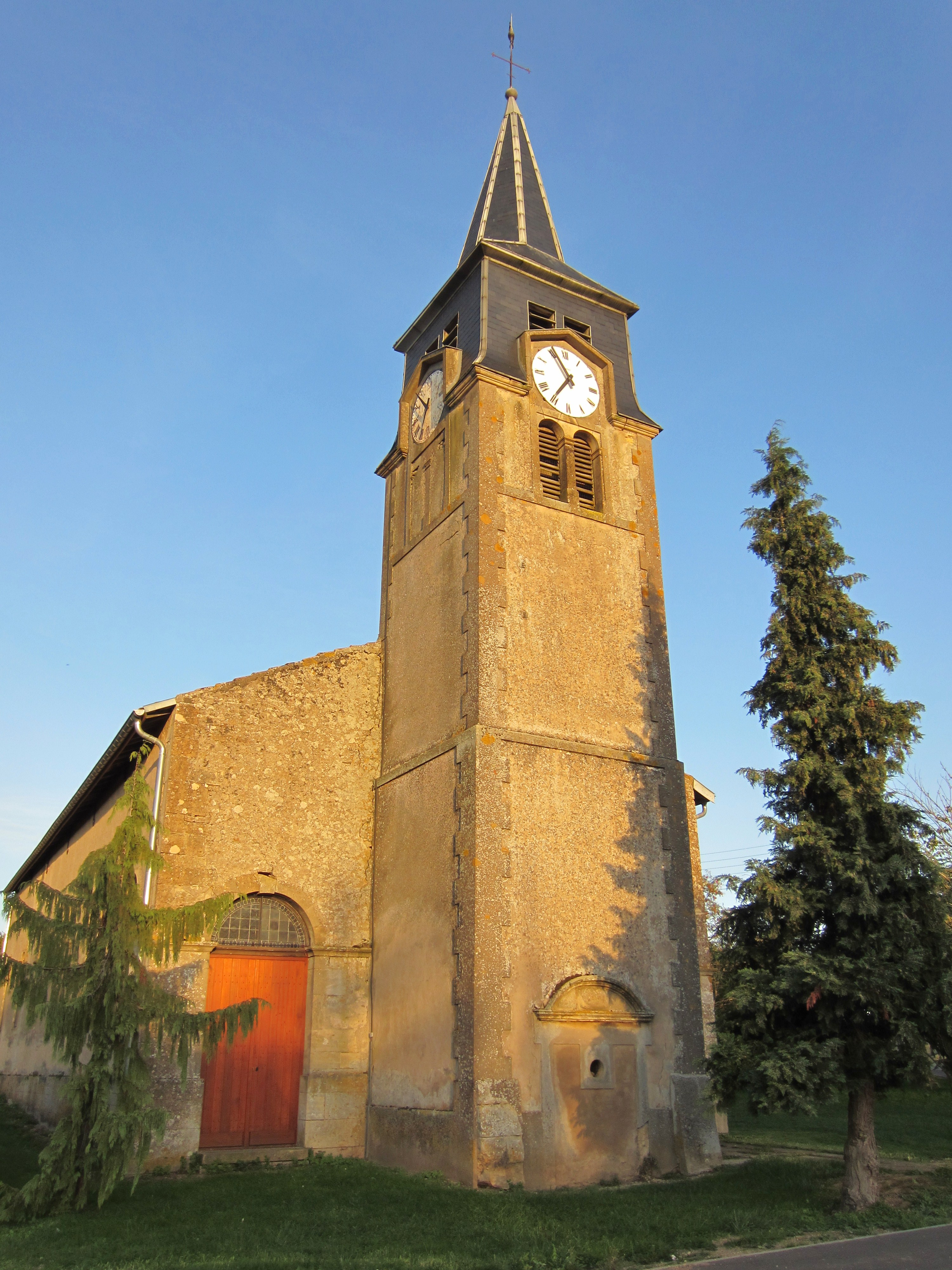
Pfarrkirche Saint-Sébastien
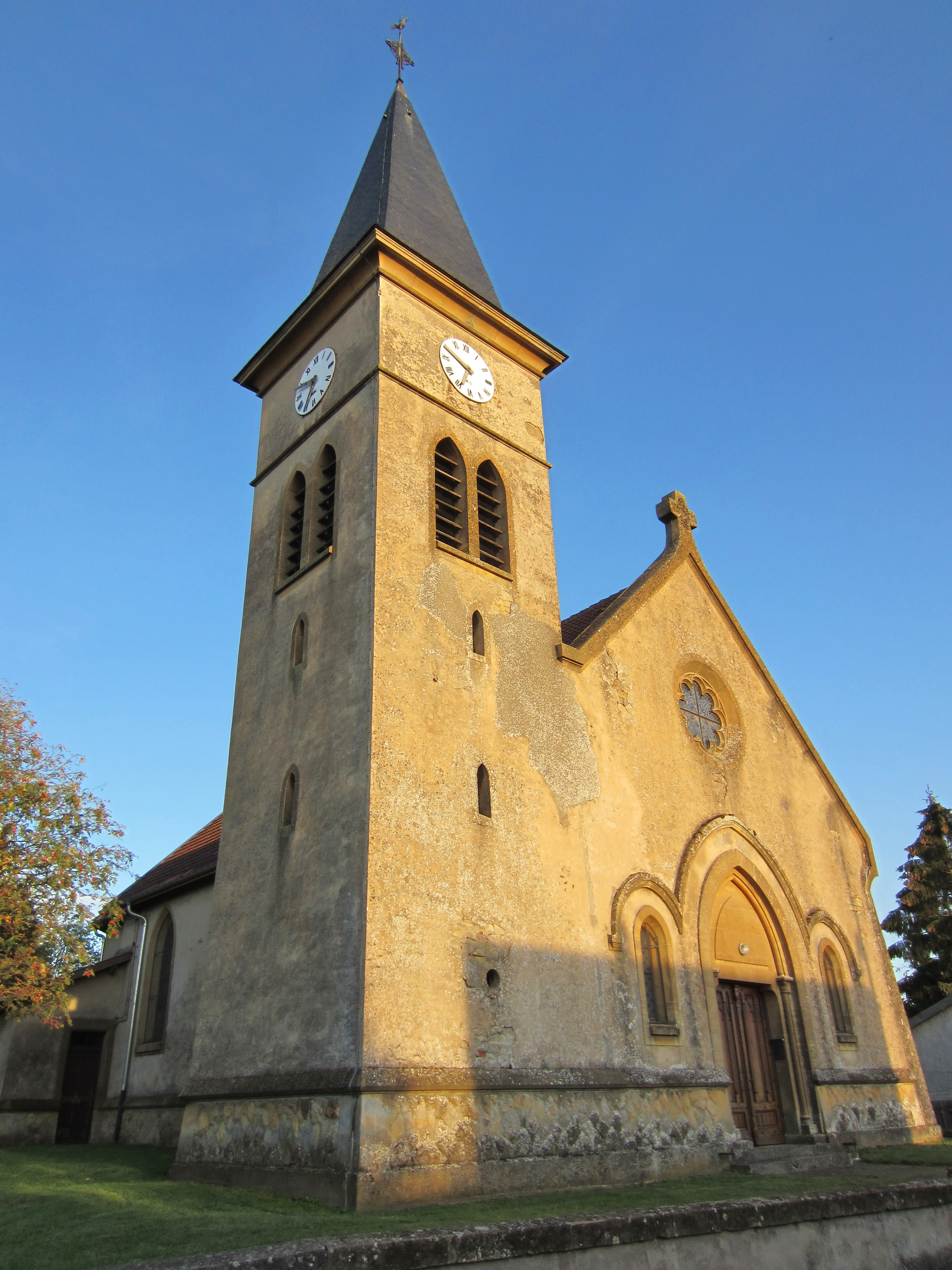
Pfarrkirche Sainte-Trinité
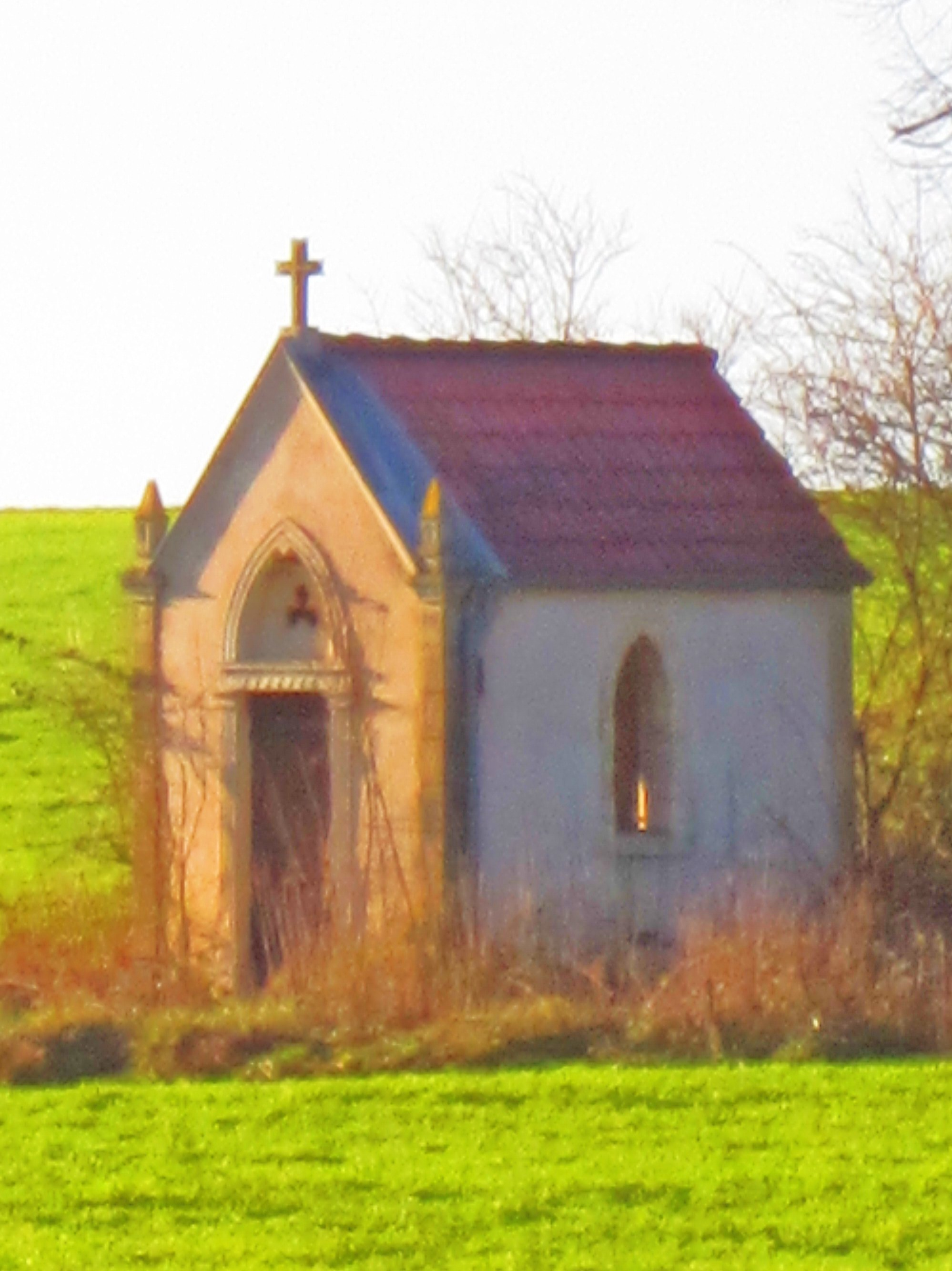
Kapelle Notre-Dame-de-l’Othain